# Rudolf Scharlau

Rudolf Scharlau

Rudolf Scharlau (* 4. März 1952 in Bonn) ist ein deutscher Mathematiker.

## Leben und Wirken
Scharlau erwarb 1974 bei Jacques Tits an der Universität Bonn sein Diplom, wurde 1979 bei Andreas Dress an der Universität Bielefeld promoviert, wo er 1986 auch habilitiert wurde. Von 1994 bis zu seinem Eintritt in den Ruhestand 2017 war er Professor (Lehrstuhl für Geometrie) an der Technischen Universität Dortmund.
Scharlau befasst sich mit den Gebieten Diskrete Geometrie, (Gitter, dichteste Kugelpackungen, Kodierungstheorie), Zahlentheorie (ganzzahlige quadratische Formen) und Algebra (Bruhat-Tits-Gebäude, Coxeter-Gruppen). Er wirkte mit bei Martin Knesers Neubearbeitung des Buches „Quadratische Formen“. Sein Kapitel „Buildings“ im „Handbook of Incidence Geometry: Buildings and Foundations“ (Herausgeber Francis Buekenhout) beinhaltet eine einheitliche Darstellung der Theorie der Bruhat-Tits-Gebäude.
Er war von 1996 bis 2004 Mitglied des Scientific Advisory Board (Wissenschaftlicher Beirat) des Mathematischen Forschungsinstituts Oberwolfach und von 2000 bis 2003 Mitglied des Präsidiums der Deutschen Mathematiker-Vereinigung.
Scharlau ist verheiratet mit der Diplom-Soziologin Christine Scharlau, hat zwei erwachsene Kinder und zwei Enkelkinder.
Er ist Bruder des Mathematikers Winfried Scharlau (1940–2020).

## Schriften (Auswahl)
- mit Rainer Schulze-Pillot: Extremal lattices. In: Matzat, B. Heinrich (ed.) et al., Algorithmic algebra and number theory. Selected papers from a conference, Heidelberg, Germany, October 1997. Berlin: Springer. 139–170 (1999). ISBN 3-540-64670-1/hbk.
- mit Boris Hemkemeier: Classification of integral lattices with large class number. Math. Comput. 67, No. 222, 737–749 (1998). ISSN 0025-5718. ISSN 1088-6842.
- mit Claudia Walhorn: Integral lattices and hyperbolic reflection groups. In: Coray, Daniel (ed.) et al., Journéees arithmétiques. Exposés présentés aux dix-septièemes congrèes èa Genèeve, Suisse, 9–13 septembre 1991. Paris: Société Mathématique de France, Astérisque. 209, 279–291 (1992).
- Geometrical realizations of shadow geometries. Proc. Lond. Math. Soc., III. Ser. 61, No. 3, 615–656 (1990). ISSN 0024-6115;. ISSN 1460-244X.
- mit Andreas Dress: Gated sets in metric spaces. Aequationes Math. 34, 112–120 (1987). ISSN 0001-9054; ISSN 1420-8903

Vollständige Liste mathematischer Publikationen unter https://wwwold.mathematik.tu-dortmund.de/~scharlau/publications/index.html
Außerdem:
- mit Gudrun Schmitz: Mathematik als Welterfahrung: Die Erschliessung von Raum und Zahl für geistig behinderte Kinder, Dürr und Kessler, 1985, 7. Auflage 1993.